# Marquesado de Grisolía
El marquesado de Grisolía es un título nobiliario español otorgado el 13 de mayo de 2014 por el rey Juan Carlos I de España a favor de Santiago Grisolía García, bioquímico, investigador y docente.

## Denominación
La denominación de la dignidad nobiliaria se refiere al apellido paterno por el que el concesionario fue universalmente conocido.

## Carta de otorgamiento
«La prolongada y encomiable labor investigadora y docente de don Santiago Grisolía García y su contribución al conocimiento científico, merecen un reconocimiento especial, por lo que, queriendo demostrarle mi Real aprecio, 
Vengo en otorgarle el título de Marqués de Grisolía, para sí y sus sucesores, de acuerdo con la legislación nobiliaria española.
Dado en Madrid, el 13 de mayo de 2014.
Juan Carlos R.»
Real Decreto 353/2014, de 13 de mayo. Publicado en el «BOE» núm. 117, de 14 de mayo de 2014, página 37785.

## Marqueses de Grisolía
|                            | Titular                    | Periodo                    |
| Creación por Juan Carlos I | Creación por Juan Carlos I | Creación por Juan Carlos I |
| -------------------------- | -------------------------- | -------------------------- |
| I                          | Santiago Grisolía García   | 2014-2022                  |

## Historia de los marqueses de Grisolía
- Santiago Grisolía García (Valencia, 6 de enero de 1923-Valencia, 4 de agosto de 2022), I marqués de Grisolía, bioquímico, investigador y docente.[1][2]

Casó, en 1949, con Frances Thompson. Su hijo James Santiago Grisolía Thompson, ha solicitado la sucesión en el marquesado.